# Sturmbock-Stellung
Die Sturmbock-Stellung war eine deutsche Verteidigungslinie in Nord-Finnland.

## Beschreibung

Deutscher Rückzug im Winter 1944. Die Sturmbock-Stellung befindet sich auf der Karte in der Nähe von Lyngen

Die Anlage in der Nähe von Järämä (bei Kilpisjärvi) bestand aus Schützengräben, MG und PAK-Stellungen sowie Beobachtungsposten. Errichtet wurde die Stellung ab 1942 von Pionieren der deutschen Armee und Ingenieuren der Organisation Todt unter Mithilfe von zumeist sowjetischen Kriegsgefangenen.
Insgesamt waren 3000 Männer am Bau dieser Linie beteiligt. Die Sturmbock-Stellung diente zum Schutz der Eismeerhäfen im besetzten Norwegen.

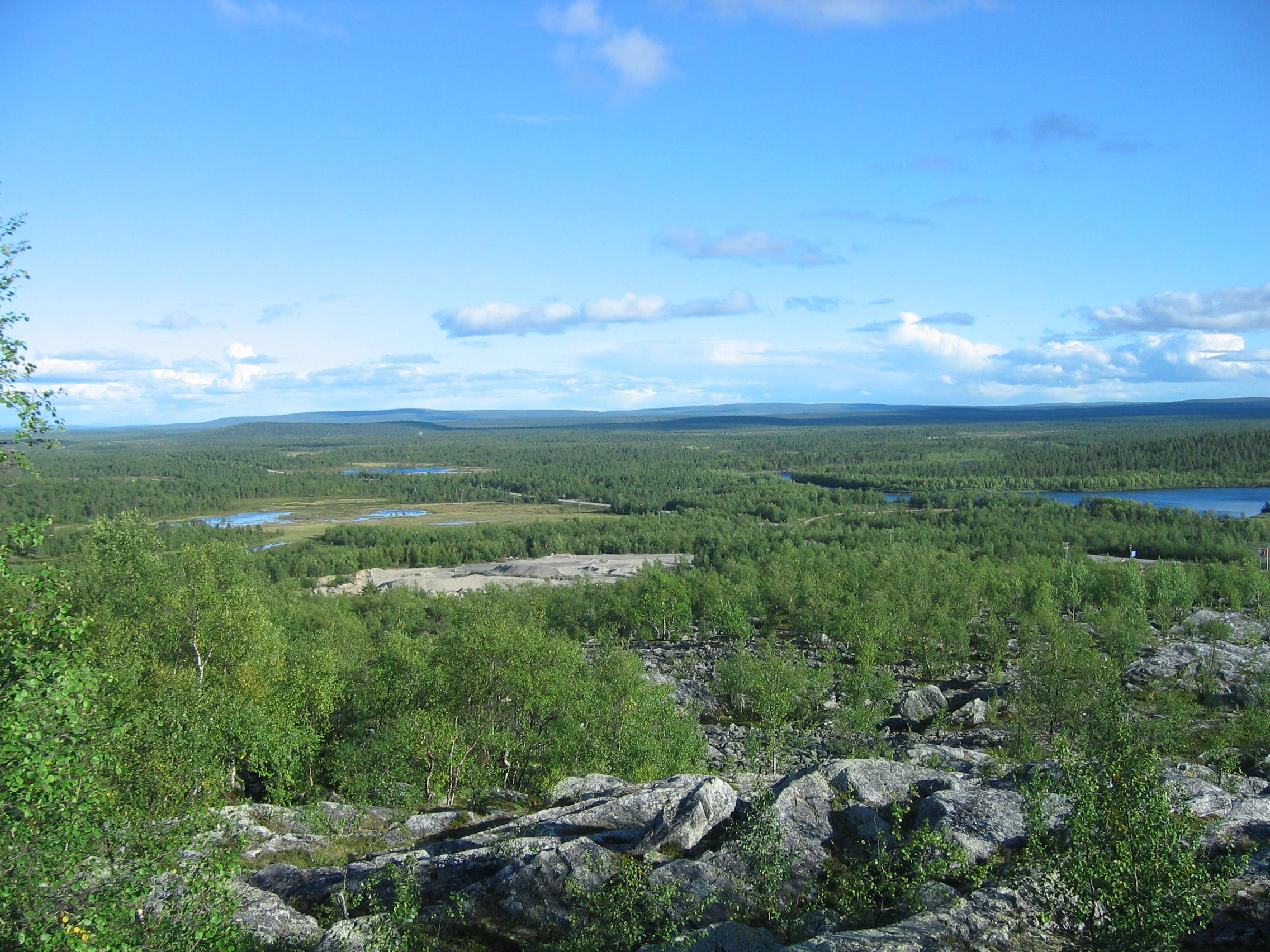
Blick von der Sturmbock-Stellung nach Südosten

Im Oktober 1944 wurde die Verteidigungslinie von der 7. Gebirgs-Division im Rahmen des finnisch-deutschen Lapplandkrieges mit 12.000 Soldaten besetzt.
Nach dem Rückzug der deutschen Truppen aus Nord-Norwegen und Petsamo wurde die Sturmbock-Stellung Anfang Januar 1945 kampflos geräumt.
Die Anlage wurde auf einer Länge von 1200 Metern restauriert. Es befinden sich im Järämä-Freilichtmuseum Nachbauten verschiedener Holzhütten bzw. Unterstände sowie Laufgräben und eine Artillerie-Stellung mit einer deutschen 75-mm-Panzerabwehrkanone.
Koordinaten: 68° 29′ 9,63″ N, 22° 6′ 20,71″ O